# Sreten Žujović
Sreten Žujović - Crni (Mala Vrbica, 24. lipnja 1899. – 11. lipnja 1976.), srpski političar. 
Po završetku trgovačke akademije odlazi 1918. u legiju stranaca i bori se na zapadnoj fronti protiv Nijemaca. Po povratku u zemlju bio je trgovački i bankarski činovnik. Član KPJ od 1924. Od 1922. radio je u sindikatima BOTIČ. Prilikom pokušaja uhićenja u Jagodini, u jesen 1932., pobjegao, prešao u ilegalnost, sljedeće godine otišao u SSSR. U SSSR i dijelom u Parizu boravio je sve do početka Drugog svjetskog rata. Povremeno dolazio u zemlju. Bio član Politbiroa CK KPJ u inozemstvu. Od 1935. radio je na obnavljanju partijskih organizacija. Potom postaje članom novog CK KPJ, koji je formiran u zemlji na čelu s drugom Titom. Sudjeluje u narodnom ustanku 1941. u Srbiji. Bio je zapovjednik Glavnog štaba Srbije i član Vrhovnog štaba NOV i POJ. Na prvom zasjedanju AVNOJ postaje član predsjedništva, a na drugom povjerenik za saobraćaj u Nacionalnom komitetu oslobođenja Jugoslavije. Do mirovine direktor Privrednog instituta.